# 高岭乡 (宿松县)
高岭乡，是中华人民共和国安徽省安庆市宿松县下辖的一个乡镇级行政单位。

## 行政区划
高岭乡下辖以下地区：
枫林村、汪冲村、青云村、高岭村、社坛村、双河村和姚圩村。